# Treron permagnus
Treron permagnus je endemitní druh holubovitého ptáka obývajícího souostroví Rjúkjú. V minulosti byl pokládán za poddruh holuba tchajwanského, ale rozbor fylogenetického původu prokázal, že je samostatným druhem.
Také je hojnější, větší a nemá rezavě zbarvenou čepičku.
Žije v subtropických stálezelených listnatných lesích, obdělávaných polích v blízkosti stromů, a v městských parcích.
Z dlouhodobého hlediska však může být ohrožen ztrátou svého životního prostředí.
V současnosti jsou známy dva poddruhy:
- T. p. permagnus - obývá severní část souostroví Rjúkjú
- T. p. medioximus - vyskytuje se v jižní části Rjúkjú

Po vyhubení holuba boninského a holuba stříbropásého je posledním žijícím holubovitým endemitem v Japonsku.